# 前定和谐
前定和谐（英語：pre-established harmony）是一個由著名哲學家戈特弗里德·莱布尼茨所提出的哲学概念。前定和諧論声称虽然所有实体看似或凭借自由意志或凭借特定的行为规律来发生关联，但是它们之间并非偶然地互相影响，而是经由上帝的预先制定的规则来实现“调和”。莱布尼茨用“单子 (哲学)”来指稱这样的实体，在他的著名著作《單子論》 §7中它们被形容为“无窗的”（windowless）。

## 概述
前定和諧论經常作為對於身-心问题（心灵如何影响身体的行动）的解答方案之一出現。然而，與其他大部份作為解答方案之一的理論不同，莱布尼茨不認同身体能夠在物理層面上互相影响這一观点是正確的，他认为所有的物理作用都是受“影响”者本身之前的状态所决定的。
在前定和谐論这一理论中，针对所有的心灵的预先编程是极端复杂的──   既然他们的全部行为和思考只由这一预先编程所决定。为了让他们之间看似能够互相影响，针对他们的预先编写必须要么包含整个宇宙的所有信息，要么包含所有时刻内他们的所有状态。
下面是一个例子：
一个苹果掉在了爱丽丝的头上，显然爱丽丝感受到了疼痛。但是疼痛并非是由苹果导致的；爱丽丝之前的心理状态决定了她会在那一瞬间感受到疼痛。如果爱丽丝正在愤怒地摇动她的手，那并不是由她的心智引起的，而是她的手的某个先前的状态。
同时人们能夠看到，在这一理论中，要使得某一心灵——作为无窗的单子——感受到信息，并不需要任何其他实体。这就带来了一个唯我論的哲学观点。莱布尼茨似乎在他的《Discourse on Metaphysics》的第14节中承认了这一点。然而他的另一个理论Principle of Harmony声称，上帝对世界的编程能够使得世界以整体而言最好、最和谐的方式运作，而且单子所组成的世界是实存的──  也就是说他并不認可唯我论。即便莱布尼茨声称单子是“无窗的”，他也表示，单子作为整个宇宙的“镜子”而起作用：它折射出整个宇宙其存在性。

## 學術界評論

### 詮釋
哲學家馬克·庫爾斯塔德（Mark A. Kulstad）曾經撰文表示其認為前定和諧論有兩種版本，並且對它們提出了自己的見解。

### 批駁
教導過著名博學家伊曼努尔·康德校長的著名哲學家马丁·克努村教授曾經表示他认为前定和谐論是“懒惰思想的温床”（the pillow for the lazy mind）。
美學家尤金·布格（Eugene G. Bugg）對萊布尼茨所創立的相關理論作出了批駁。
哲學家格雷戈裏·布朗（Gregory Brown）對前定和諧論提出了不少批駁意見，他表示自己認為在前定和諧論中，上帝的能力被嚴重削弱，而這不是萊布尼茨所聲稱他試圖證明的説法的正確性，此外，前定和諧論當中有不少自相矛盾的地方，而且前定和諧論的一些觀點與萊布尼茨在其部份作品中所表明其持有的其他一些觀點互相矛盾。

### 作為戲劇題材
文學家亞歷山大·斯辰絲克（Alexander Sesonske）在其作品〈前定和諧與其他喜劇策略〉中把前定和諧論用作喜劇題材，似乎帶有諷刺的意味。

## 影響
一些物理學家表示他們認為經過後人修改後的前定和諧論對現今科學界而言 仍有重要意義，例如能被用以解釋量子纏結現象。

## 瑣事
莱布尼茨偶尔会以“前定和谐系统的提出者”自居。